# Wallada bint al-Mustakfi
Wallada bint al-Mustakfi (in arabo ولادة بنت المستكفي‎?; Cordova, 994<1010 – Cordova, 26 marzo 1091) è stata una poetessa di al-Andalus (Spagna islamica), figlia del Califfo di Cordova Muḥammad III al-Mustakfi.

## Biografia

### Primi anni di vita
Wallada era figlia di Muḥammad III al-Mustakfi, uno degli ultimi califfi Omayyadi del Califfato di Cordova. Il padre salì al potere nel 1024, dopo l'assassinio del precedente califfo ‘Abd al-Rahman V, a sua volta, Muḥammad III fu assassinato un anno dopo ad Uclés. Wallada crebbe quindi nel tumultuoso periodo della guerra civile in al-Andalus. Wallada, che non aveva fratelli maschi, ereditò i beni del padre e li utilizzò per aprire una sala letteraria che gestì personalmente, dove offrì lezioni di poesia per le donne di tutte le classi sociali. La sua fama di poetessa crebbe così tanto che venne visitata da alcuni dei grandi poeti e intellettuali del tempo.

### Personaggio controverso
Wallāda non sembra aver subito alcuna persecuzione dopo la caduta degli Omayyadi di Cordova. Mantenne il suo status di principessa come prima e continuò a tenere incontri nei suoi salotti letterari (Majālis al-adab), dove si incontravano poeti, filosofi e intellettuali. Si occupava anche dell'educazione delle ragazze nobili.
Wallāda rappresentava l'ideale di bellezza del tempo: era bionda, aveva la pelle chiara e gli occhi azzurri, oltre a essere intelligente, colta e orgogliosa. Camminava in pubblico senza velo, indossava tuniche semi-trasparenti con sopra ricamati i versi delle sue poesie. Il suo comportamento fu considerato dalle autorità religiose locali come perverso e venne criticato molto duramente, ma ebbe anche numerose persone che presero le sue difese, come il teologo Ibn Ḥazm, il celebre autore de Il collare della colomba.  Una consuetudine cordovana del tempo era la competizione tra i poeti. Wallāda ottenne il riconoscimento per la sua bravura, nonostante fosse una donna, in quella che era una competizione quasi interamente maschile.

### Rapporti con Ibn Zaydūn
Fu durante uno di questi concorsi di poesia che ha incontrò il poeta Ibn Zaydūn, di cui diverrà l'amante. Ibn Zaydūn era un nobile con grande influenza politica che stava facendo grandi passi politici nel Califfato di Cordova. A causa dei legami di Ibn Zaydūn con la famiglia dei Banu Jawhar - rivali degli Omayyadi - il loro rapporto fu controverso e dovette rimanere segreto.
Otto delle nove poesie conservate di Wallāda sono state scritte durante il periodo del loro rapporto, che si concluse in circostanze controverse. Scritte sotto forma di lettere, le poesie esprimono la gelosia, la nostalgia, ma anche il desiderio di riunificazione. Un'altra esprime l'inganno, il dolore e il rimprovero. Cinque sono satire pungenti contro Ibn Zaydūn, il quale viene criticato, tra le altre cose, per il fatto che aveva amanti maschi. Alcuni storici, citando una poesia di Wallāda, ipotizzano che la relazione tra i due sia finita a causa di un "amante nero". Il verso recita:
Voi sapete che io sono la luna dei cieli
Ma, per mia disgrazia, sono stata sostituita da un pianeta oscuro.
Alcuni dicono che l'amante fosse una schiava nera, acquistata ed educata come poetessa dalla stessa Wallāda, mentre altri ipotizzano che fosse un maschio.

L'ultima delle nove poesie sopravvissute di Wallāda allude alla propria libertà e indipendenza.

### Rapporti con Ibn Abdus
Dopo la rottura con Ibn Zaydun, Wallada entrò in rapporto con il visir Ibn Abdus, che era uno dei principali rivali politici di Ibn Zaydun. Ibn Abdus, che era completamente innamorato Wallada, finì per confiscare le proprietà di Ibn Zaydun e farlo imprigionare. Poco dopo Wallada si trasferì nel palazzo del visir, e anche se lei non lo sposò mai, rimase al suo fianco fino alla propria morte.

### Morte
Wallada morì il 26 marzo 1091 all'età di novant'anni, lo stesso giorno in cui gli Almoravidi entrarono a Cordova.